# جبريل إليسون
جبريل إليسون (بالإنجليزية: Gabriel Ellison) هي رسامة توضيحية ورسامة وكاتِبة زامبية، ولدت في 1930 في لوساكا في زامبيا، وتوفيت في 18 يوليو 2017 في جوهانسبرغ في جنوب أفريقيا.